# سوپر جام اروپا ۲۰۱۶
سوپر جام اروپا ۲۰۱۶ (انگلیسی: 2016 UEFA Super Cup) چهل‌ویکمین بازی سوپرجام اروپا بود که سالیانه توسط یوفا برگزار شد و قهرمانان دو جام اصلی باشگاهی اروپا یعنی لیگ اروپا و لیگ قهرمانان اروپا به مصاف هم رفتند. در این بازی تیم‌های رئال مادرید، قهرمان لیگ قهرمانان اروپا ۱۶–۲۰۱۵ و سویا، قهرمان لیگ اروپا ۱۶–۲۰۱۵، به مصاف هم رفتند.
این بازی در ورزشگاه لرکندال در تروندهایم، نروژ در ۹ اوت ۲۰۱۶ برگزار شد. بازی در وقت قانونی با نتیجهٔ ۲–۲ مساوی پایان یافت و رئال مادرید موفق شد در وقت‌های اضافه ۳–۲ بازی را ببرد و قهرمان این جام شود.